# Virgil Jacomini
Virgil Victor Jacomini (Washington, 30 maggio 1899 – Houston, 4 ottobre 1984) è stato un canottiere statunitense.

## Palmarès

### Olimpiadi
- 1 medaglia:
  - 1 oro (Anversa 1920 nell'otto)